# غللو
غللو هي قرية في مقاطعة نمين، إيران. يقدر عدد سكانها بـ 527 نسمة بحسب إحصاء 2016.